# 6854 Georgewest
6854 Georgewest este o planetă minoră (asteroid), cu un diametru de 4,203 km, din centura de asteroizi. A fost descoperită pe 20 octombrie 1987 la Stația Anderson Mesa de  și a fost numită după George West⁠(d). 
Obiectul prezintă o orbită caracterizată de o semiaxă mare de 2,4226741 UAi, o excentricitate de 0,22, o înclinație de 1,8316 ° în raport cu ecliptica.